# Michael Purcell
Michael Purcell (ur. 6 września 1945 w Brisbane, zm. 5 stycznia 2016 tamże) – australijski rugbysta, reprezentant kraju, prawnik.
Uczęszczał do St Columban's College, a następnie do St Joseph's College, gdzie grał w rugby odpowiednio jako łącznik ataku oraz wspieracz. Po ukończeniu szkoły dołączył do Brothers Rugby Club, z którym w 1966 roku zwyciężył w rozgrywkach Queensland Premier Rugby.
Queensland reprezentował w kategorii U-18, a w seniorskim zespole występował w latach 1965–1967, także podczas pierwszego tournée na Fidżi.
W latach 1966–1967 rozegrał w drugiej i trzeciej linii młyna trzy testmecze dla australijskiej reprezentacji. Zadebiutował podczas wyprawy na północną półkulę na Cardiff Arms Park w zwycięskim spotkaniu z Walią w grudniu 1966 roku, dwa tygodnie później zagrał zaś przeciwko Szkocji. Gdy do kadry wrócili Peter Crittle i Jules Guerassimoff, na swoją kolejną szansę czekał do maja następnego roku, kiedy to w Sydney zmierzył się z Irlandią.
Złamany w dalszej części roku 1967 nadgarstek zakończył jego karierę sportową w wieku 21 lat – wśród graczy Wallabies występujących w testmeczach w młodszym wieku tę decyzję podjęli jedynie Max Howell i Terry Curley. Skoncentrował się następnie na studiach prawniczych, a po ich ukończeniu pracował w kancelariach Walsh, Halligan and Douglas, a następnie HWL Ebsworth aż do końca 2015 roku. Pozostawił żonę Marinę, syna Ciarana oraz córkę Claire.